# Николас Фалеро
Николас Фалеро (шп. Nicolás Falero; Монтевидео, 11. јануар 1921 — Монтевидео, 1986) био је уругвајски фудбалер. Играо је дванаест утакмица за уругвајску препрезентацију у периоду од 1945 па до 1948. године и за то време је постигао дванаест голова. Био је члан уругвајске репрезентације на Копа Америка 1945. и 1947. године. Са осам постигнутих голова је био голгетер првенства 1947.

### Учешће на Копа Америка
| Копа Америка | Место   | Резултат | Ут. | Голова |
| ------------ | ------- | -------- | --- | ------ |
| 1945.        | Чиле    | 4º масто | 6   | 1      |
| 1947.        | Еквадор | 3º место | 7   | 8      |

## Клубови
| Клуб            | Дрњава  | Година    |
| --------------- | ------- | --------- |
| Централ Еспањол | Уругвај | 1942-1945 |
| Пењарол         | Уругвај | 1945—1950 |

## Достигнућа

### Национални шампионат
| Титула             | Клуб    | Држава  | Година |
| ------------------ | ------- | ------- | ------ |
| Прва лига Уругваја | Пењарол | Уругвај | 1945.  |
| Прва лига Уругваја | Пењарол | Уругвај | 1949.  |

### Индивидуална достигнућа
| Достигнућа                                     | Година |
| ---------------------------------------------- | ------ |
| Најбољи стрелац Прва лига Уругваја (21. гол)   | 1945.  |
| Најбољи стрелац Копа Америка (8. голова)       | 1947.  |
| Најбољи стрелац Прва лига Уругваја (17 голова) | 1947.  |